# Ögårn i Dusserud
Ögårn i Dusserud är en byggnadsminnesförklarad ödegård i Västra Fågelviks socken i Årjängs kommun. På gården finns åtta byggnader i omålat timmer, som uppförts mellan 1777 och 1877.
Ögårn är en välbevarad gårdsmiljö 1800-talet med en manbyggnad som uppfördes 1819 och sju ekonomibyggnader, oregelbundet kring gårdstunet. Det äldsta huset är logen från 1777. Där finns också en bastu — vilken senare använts som fårhus — från 1831, en visthusbod från 1833, en jordkällare från 1841, ett stall från 1877 och ett svinhus från 1844.
Gården ligger i Västra Värmlands skogsbygd, vilken ödelades under ständiga konflikter med Danmark under senmedeltiden, och Ögårn låg som ensamgård övergiven fram till någon gång på 1700-talet. Bostadshuset i två våningar uppfördes 1819, delvis klätt med panel och med tegeltak. Invändigt finns ursprunglig inredning med möbler, husgeråd och kläder.
Långt in på 1900-talet bedrevs bruk på gården i ålderdomliga former med kreatursskötsel och jordbruk, jakt och fiske. Ögårns sista ägare var Maria Stina Aronsson, som levde där till sin död 1957. Hon testamenterade gården till Västra Fågelviks församling. Ögårn skyddades som byggnadsminne 1964.

## Bildgalleri

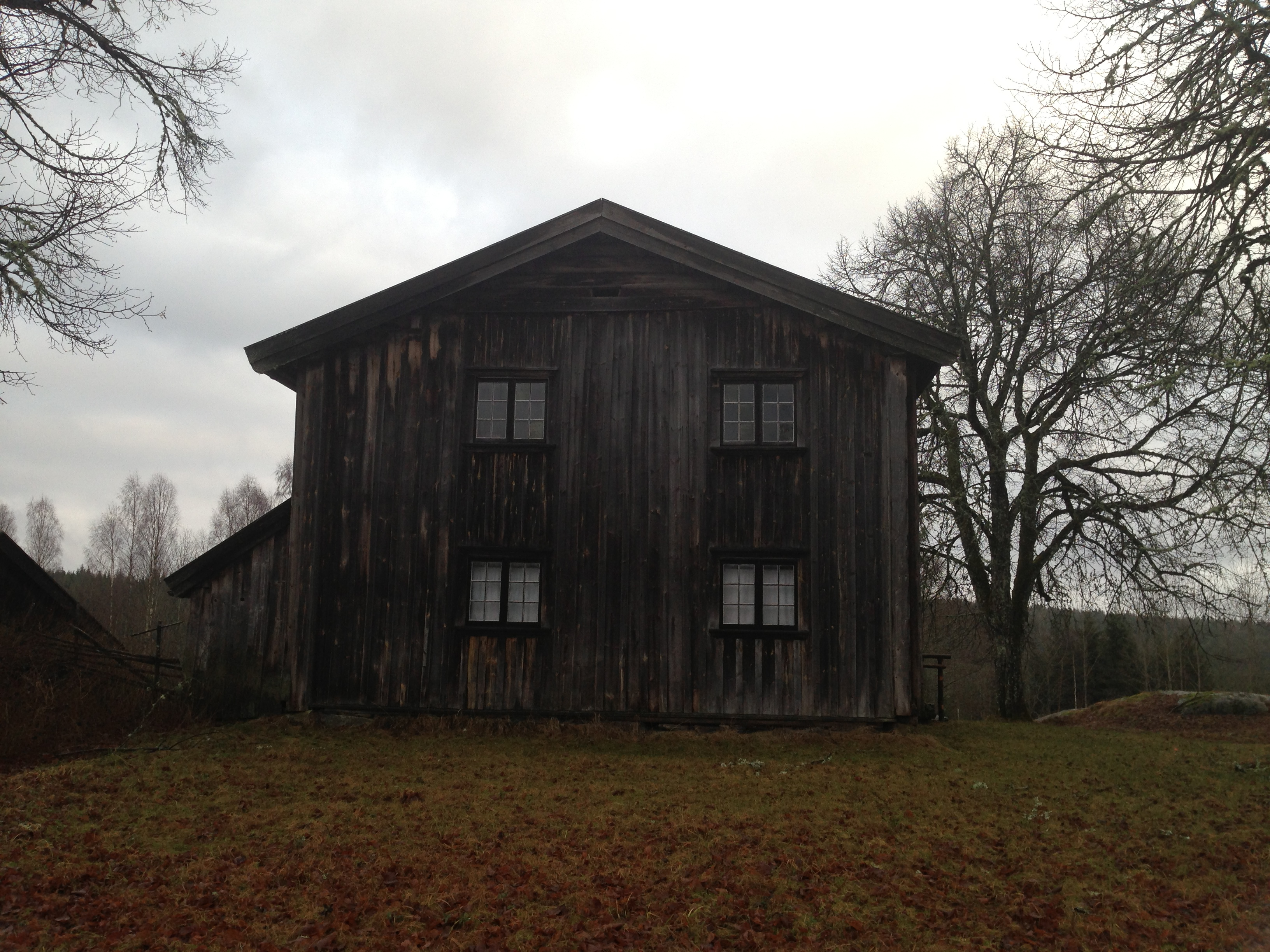
Manbyggnaden
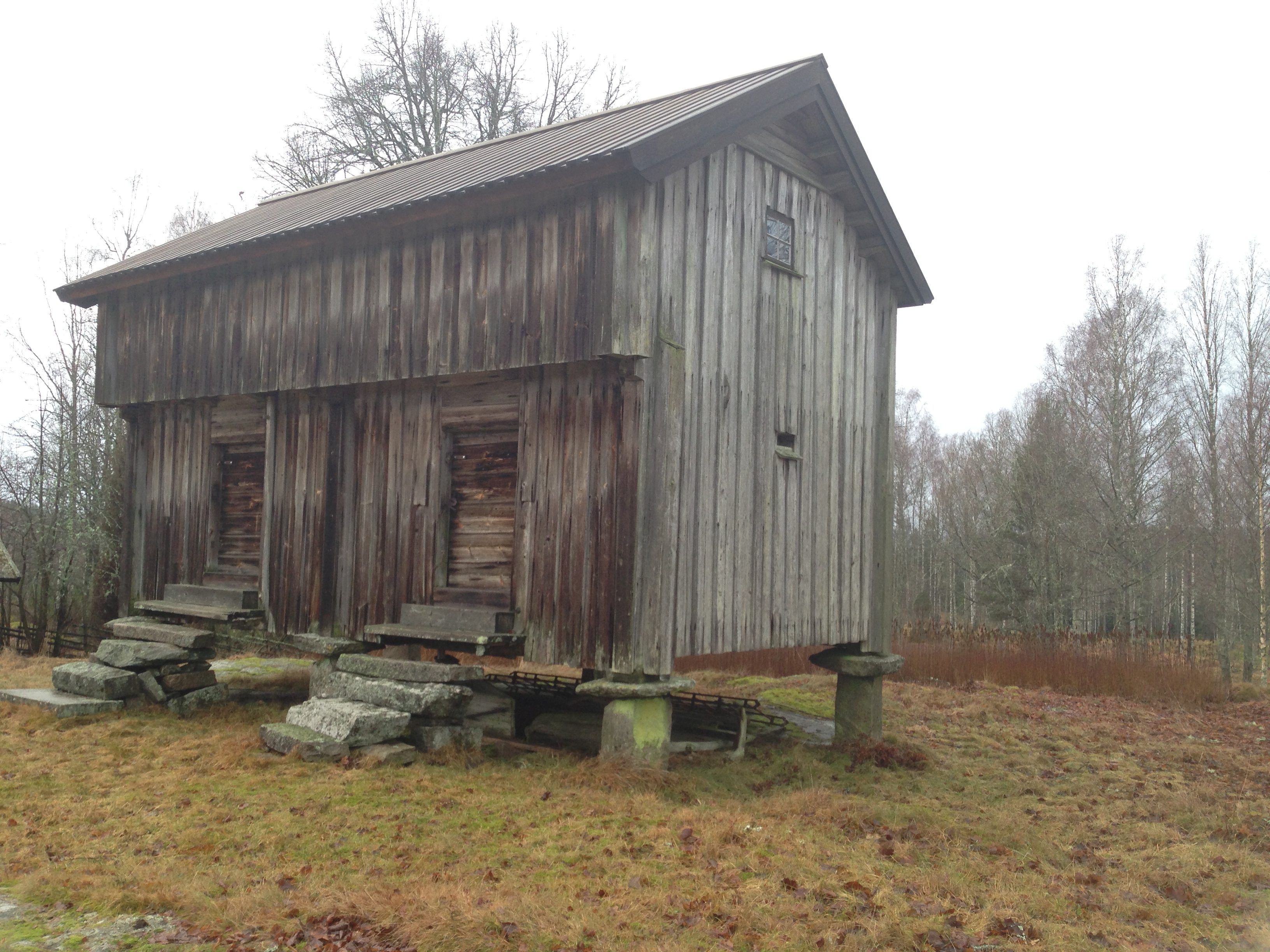
Stolp-/visthusbud
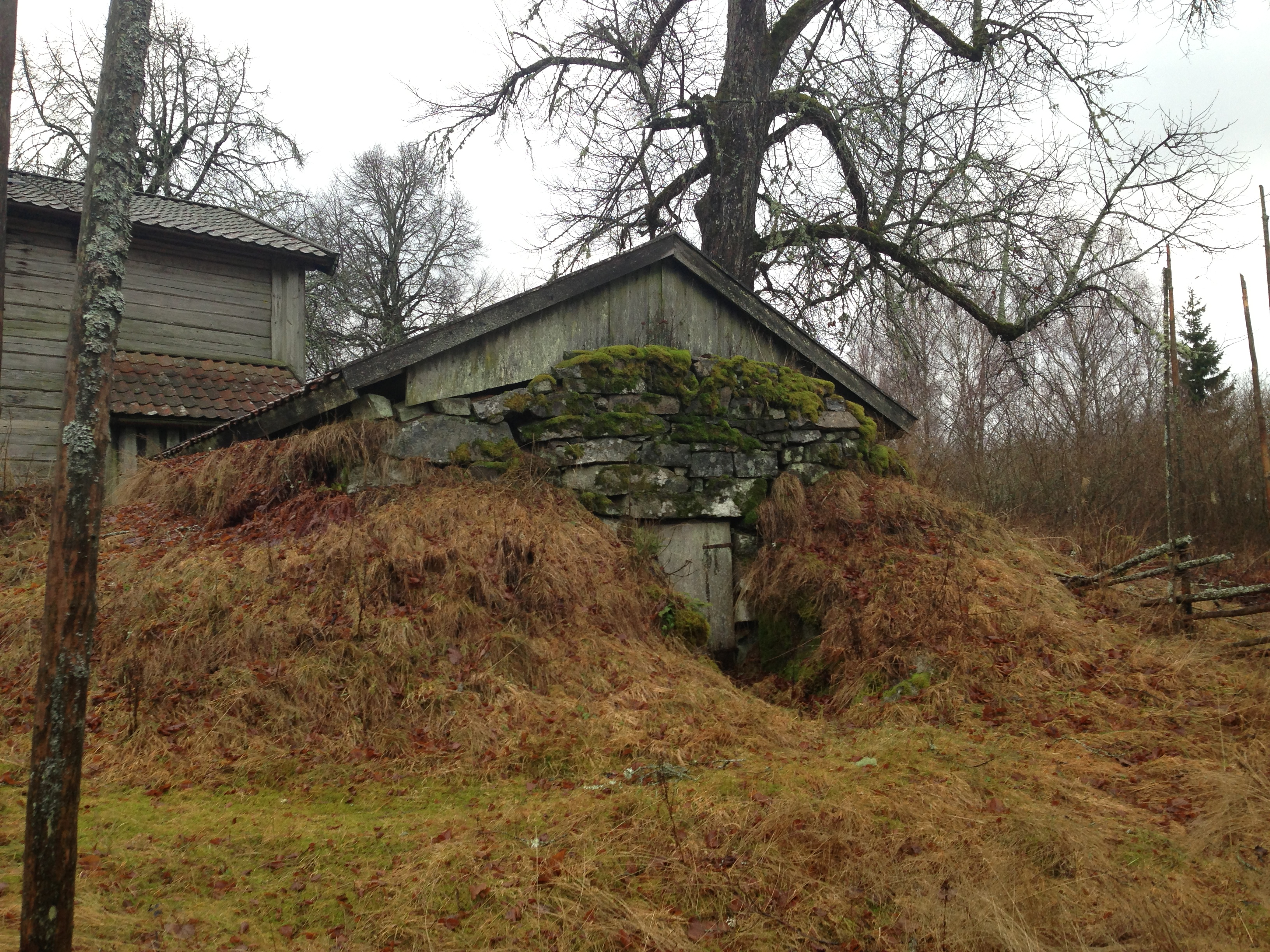
Jordkällare
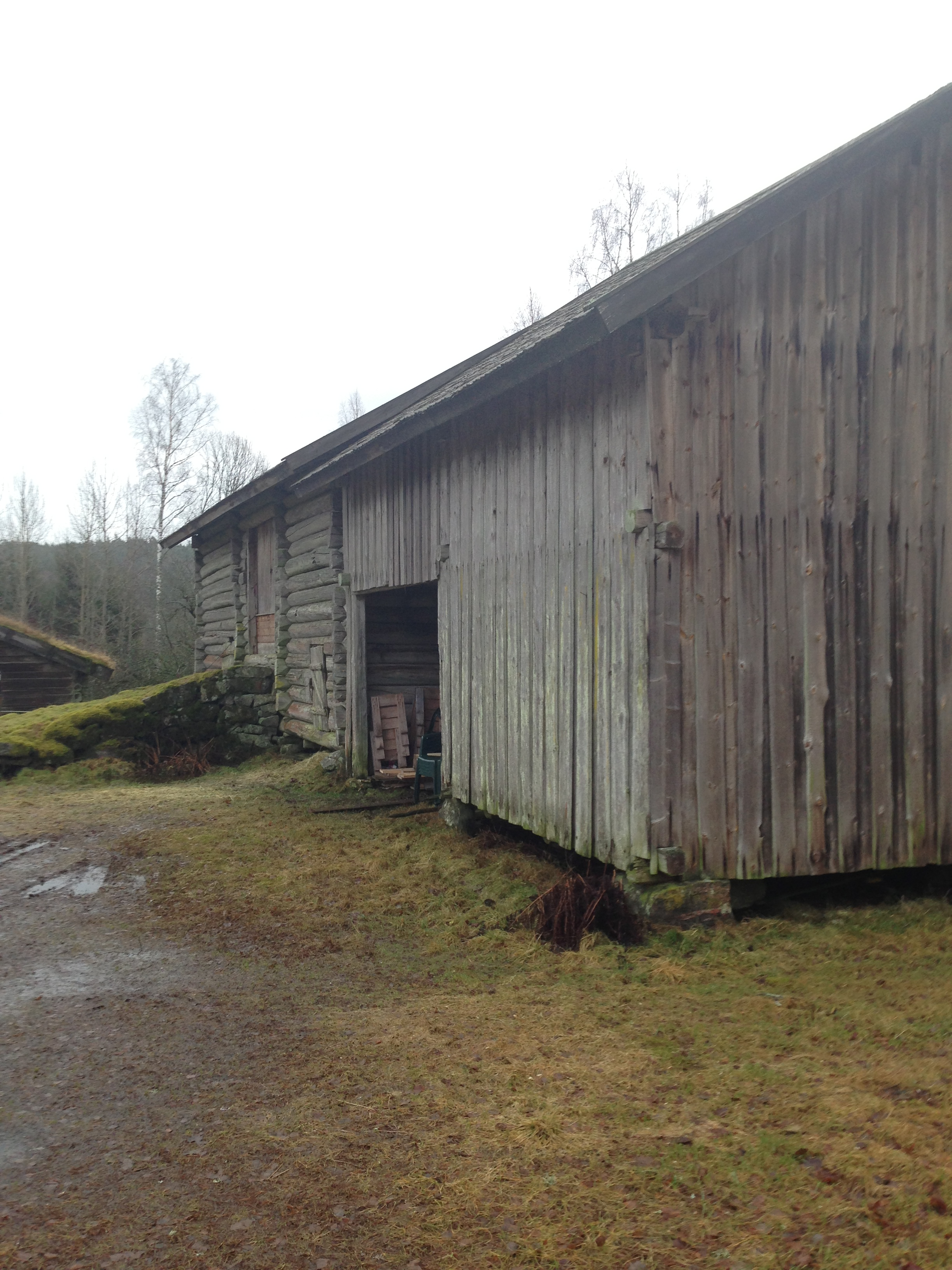
Ladugårdslänga med loge